# Monethe alphonsus
Monethe alphonsus är en fjärilsart som beskrevs av Fabricius 1793. Monethe alphonsus ingår i släktet Monethe och familjen Riodinidae. Inga underarter finns listade i Catalogue of Life.